# Ibrahim Abi-Ackel
Ibrahim Abi-Ackel GCC (Manhumirim, 2 de março de 1926) é um político brasileiro filiado ao Progressistas.

## Biografia
Primogênito de uma família de sete filhos do casal de ascendência libanesa, Melhim Abi-Ackel e Maria Bracks Abi-Ackel, Ibrahim foi ministro da justiça entre 1980 e 1985, durante o governo de João Figueiredo.
Cursou a Faculdade Nacional de Direito da UFRJ entre 1946 a 1950, na qual graduou-se em Ciências Jurídicas e Sociais e depois doutorou-se em Direito Público. Foi Técnico em Assuntos Educacionais do MEC e Procurador de Belo Horizonte.
Aderiu ao Integralismo, de Plínio Salgado, tendo militado ativamente no Movimento Águia Branca por alguns anos e colaborado nos jornais integralistas Idade Nova e A Marcha.
Iniciou sua vida pública em 1955, como vereador na cidade de Manhuaçu, estado de Minas Gerais e  foi deputado estadual em Minas Gerais entre os anos 1963 e 1975.
Exerceu sete mandatos eletivos como deputado federal por Minas Gerais, da legislatura 1975-1979 à legislatura 2003-2007.
A 22 de Setembro de 1981 foi agraciado com a Grã-Cruz da Ordem Militar de Cristo de Portugal.
Em março de 1985, como ministro da justiça foi envolvido no "escândalo do contrabando de pedras preciosas". A alfândega do aeroporto de Miami apreendeu um carregamento de águas-marinhas, esmeraldas, topázios e turmalinas. O portador das pedras, o americano que morava no Brasil, Mark Lewis, não conseguiu documentar ser dono do carregamento. Lewis era apenas uma Mula (tráfico) . As pedras pertenciam em verdade a Antônio Carlos Calvares, dono da Embraima (Empresa Brasileira de Mineração, Importação e Exportação), em Goiânia. Hayes alegou, sem qualquer evidência, que Calvares e Abi-Ackel eram sócios no contrabando em entrevista no Jornal Nacional da TV Globo. O inquérito foi arquivado e Abi-Ackel inocentado. O general João Figueiredo, em entrevista ao site Pampa Livre, em 2000, disse que o envolvimento do ex-ministro Abi-Ackel no contrabando de pedras preciosas foi uma resposta da TV Globo. Na época, segundo o general, a Polícia Federal estava investigando contrabando de drogas em malotes de empresas privadas. A notícia vazou de que a próxima empresa a ser investigada seria a TV Globo. A letra da música "Alvorada Voraz" da banda RPM faz menção ao caso.
Durante os anos 90 enfrentou pedido para abertura de processo por peculato, por conta de acusação contra seu filho, Paulo Abi-Ackel. O filho teria mantido escritório de advocacia em que protelava extradições ou obtinha vistos de residente para estrangeiros que dependiam de decisões do pai, ministro da justiça.
Em 2005, filiado ao Partido Progressista, foi nomeado relator da CPI do mensalão.
É pai do deputado federal Paulo Abi-Ackel (PSDB) e avô do desembargador Henrique Abi-Ackel Torres, do Tribunal de Justiça de Minas Gerais.
É o atual ocupante da cadeira nº 17 da Academia Mineira de Letras.

## Obras publicadas
- Rui e o civilismo (1959)
- O Código Tributário em face da Constituição (1960)
- A imunidade tributária das autarquias federais (1961)
- A questão do Iate Golfe Clube de Minas Gerais (1961)
- Poder exercido por particular em bem público dominial (1961)
- O tombamento da Serra do Curral (1962)
- Bernardo Pereira de Vasconcelos e seu tempo (1980)
- A questão da violência e da criminalidade (1981)
- As diretrizes básicas da reforma eleitoral (1981)
- Criminalidade e violência (1981)
- Reforma penal (1981)
- Projetos de reforma penal (1983)
- A história de Minas revisitada (1985)[3]